# 이스탄불 의료 센터
이스탄불 의료 센터(튀르키예어: İstanbul Tabip Odası, 영어: Istanbul Medical Chamber)는 터키 이스탄불의 의료 센터이다. 이 센터는 1928년 개원하였고 이 센터는 터키 의학 협회 산하에 있다.